# Antonio Boselli

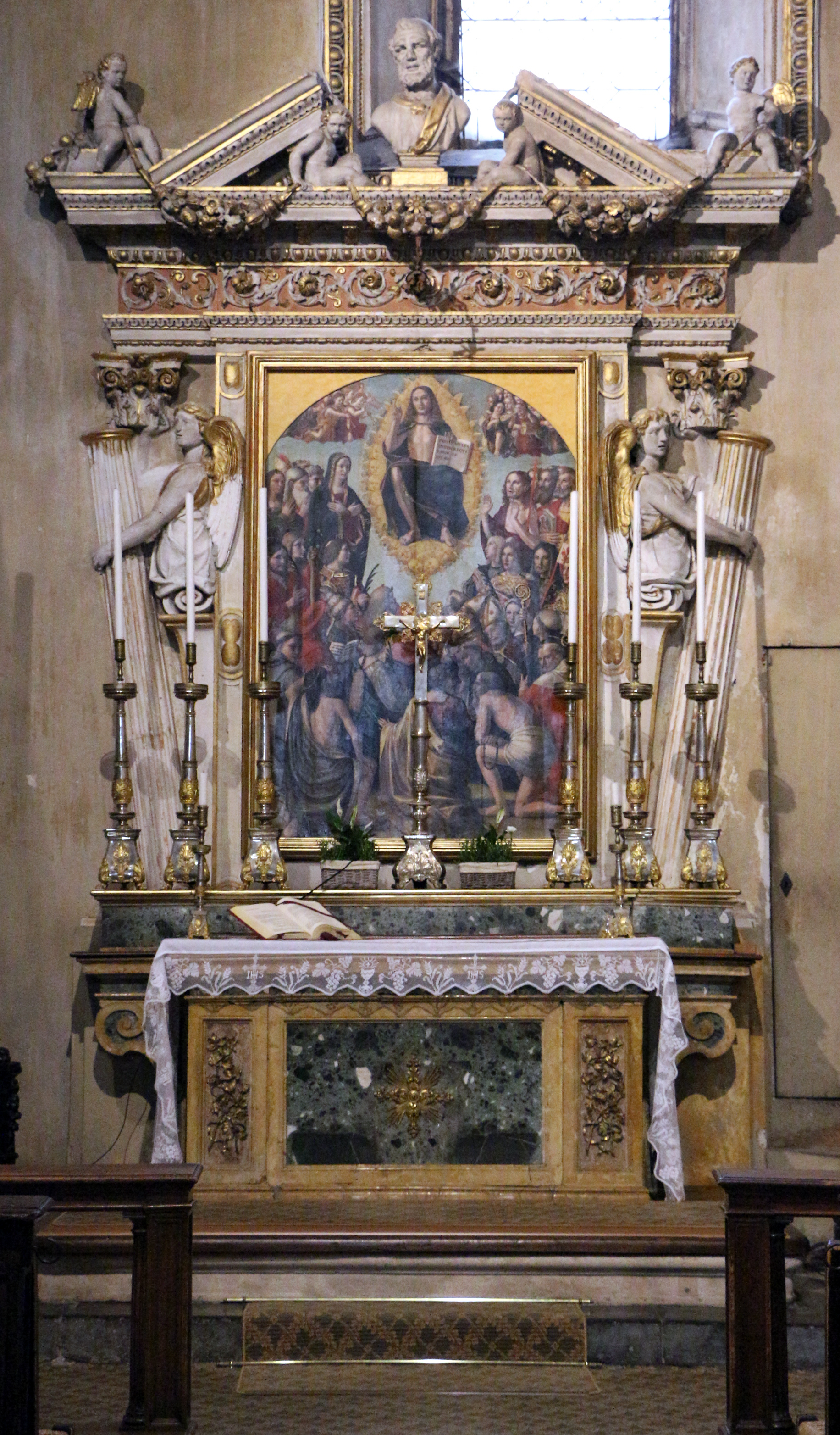
Pala di Ognissanti-Basilica di Santa Maria Maggiore

Antonio Boselli (San Giovanni Bianco, 1475 circa – 1532) è stato un pittore italiano attivo durante il Rinascimento, prevalentemente nella bergamasca.

## Biografia
Non si conosce il suo anno di nascita ma dai documenti del 1514 nel quale dichiara d'essere trentenne si presume sia nato nel decennio 1470-1480. Nel 1490 risulta, infatti, che avesse avuto un ruolo di arbitro per il pagamento di un'ancora realizzata per la chiesa di Serina dai pittori Giovanni e Angelo Mirofoli da Seregno, mentre nel 1514 in un atto si dichiara di aver trent'anni, e nell'atto del 27 dicembre 1521 risulta essere quarantenne.
Figlio di Pietro originario San Giovanni Bianco in Val Brembana e fratello di Lorenzo anche lui pittore, come indicato in un atto conservato nell'archivio di Stato di Bergamo: «Cessio Laurentio q. petri de Bosellis pictori habit. C. Johannis Albis», rogato dal notario Francesco Zanchi. Firmò il suo primo contratto nel 1495, per la realizzazione dell'affrescoː La Vergine con i santi Pietro e Maddalena che doveva far parte del coro della chiesa di  Ponteranica poi scomparso, mentre l'affresco Madonna della Misericordia  è collocato nel Museo Bagatti Valsecchi, sala dell'affresco. 
In un atto del 1496 viene indicato come “habitator Bergomi”, che indicherebbe la sua presenza nella città orobica ma non ancora la sua cittadinanza. Nel 1501 sposò una certa Margherita de Muzo che gli diede un figlio, Pietro citato molte volte negli atti notarili. Il Boselli con la famiglia abitava presso la vicinia di San Michele al Pozzo Bianco.
La pittura del Boselli, che era già conosciuto alla fine del XIV secolo, manteneva quello stile più simile all'arte del Quattrocento, mentre già nella bergamasca l'arrivo del Rinascimento portato dai pittori veneti in particolare del Lotto aveva rivoluzionato l'arte figurativa.
 A Seriate, è ricordato per aver dipinto San Pietro, san Paolo e san Luca (1509) per la chiesa di San Cristoforo. 

Nel 1503 viene chiamato in Santa Maria Maggiore a giudizio delle pitture di Jacopino Scipioni. I due artisti si troveranno a lavorare spesse volte nelle medesime chiese tanto che in alcuni lavori si creò non poca confusione nell'aggiudicarne l'autore. Si considera che il Boselli possa aver lavorato un poco anche come scultore; secondo la testimonianza del Tassi il polittico conservato nella pinacoteca dell'Accademia Carrara del 1515, proveniente dalla nella chiesa di Santa Maria Consolatrice di Almenno San Salvatore, aveva al centro una statua raffigurante san Rocco dove sul piedistallo era presente la sua firma: Opus Antonii de Boselis 1515.

La pala di Ognissanti  presente nella basilica di Santa Maria Maggiore in Bergamo non venne catalogata tra le sue opere fino alla metà del Novecento, anche se il Tassi nel suo Vite dei pittori, scultori e architetti bergamaschi riporta la commissione del 1514, il quadro è posto sopra l'altare di san Marco a destra dell'altare maggiore.

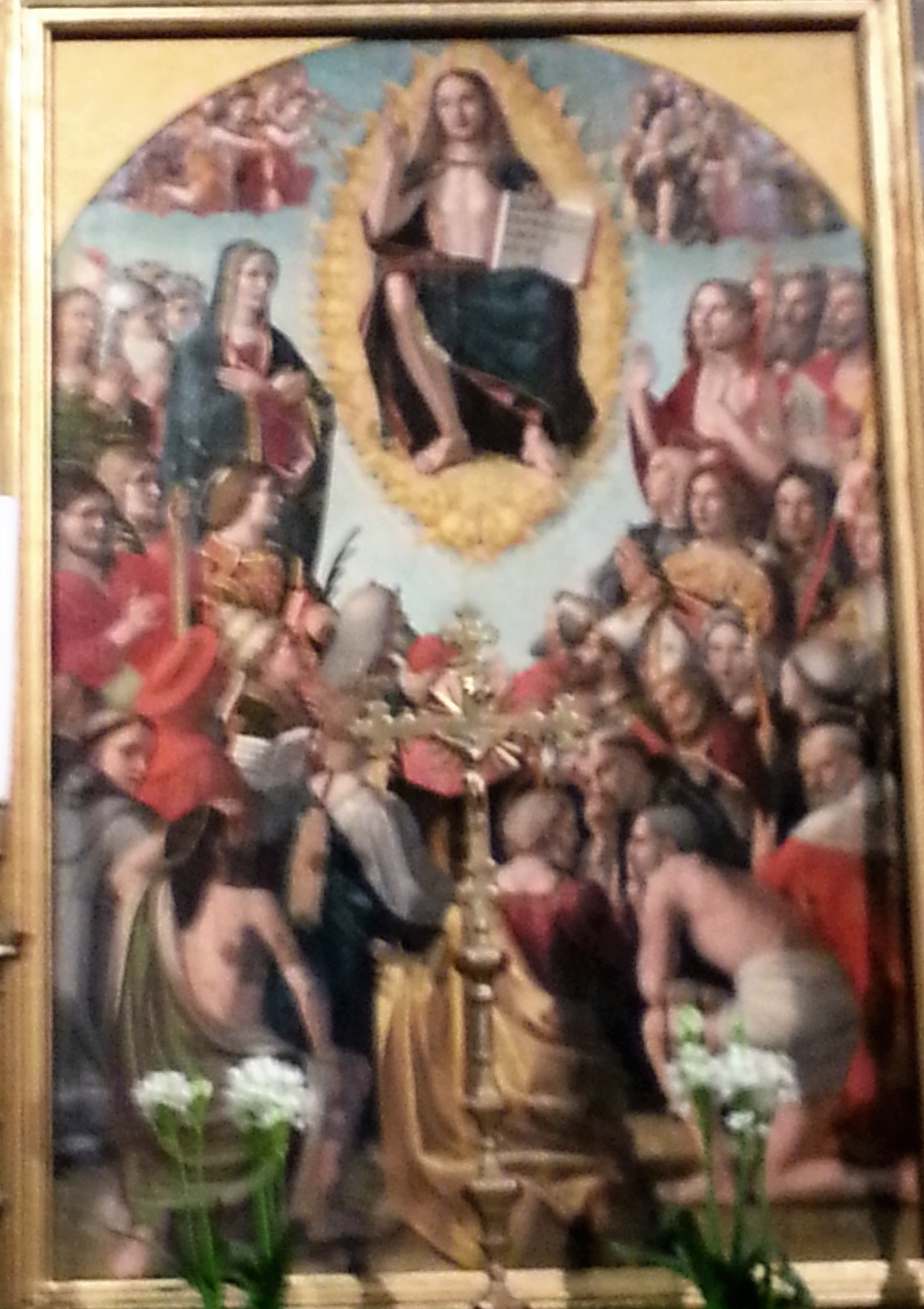
Pala Ognissanti-Basilica di Santa Maria Maggiore - Antonio Boselli

L'artista probabilmente godeva di una discreta quantità di immobili da quanto si possa dedurre dai molti atti notarili che lo citano. Non si conosce la sua data di morte ma risulterebbe morto nel 1532 da un documento del 10 giugno 
(Notaio Gio Giacomo Costnzo Zanchi- Archivio di Stato di Bergamo)
Ultimo lavoro che gli venne pagato risale al 1527, per la chiesa di Curno. Il documento annullerebbe quanto indicato dal Lanzi che lo vorrebbe presente nel 1532 a lavorare a Ceneda nella loggia dei giudici e la cattedrale.

## Opere
- La Vergine con i santi Pietro e Maddalena chiesa di San Vincenzo e Sant'Alessandro di Ponteranica, 1495;
- Madonna della Misericordia affresco museo Bagatti Valsecchi - Ponteranica 1495;
- Cristo Risorto (cm., 105 x cm.55) Località Romacolo di Zogno - Museo di San Lorenzo 1499,[11]
- San Francesco riceve le stigmate località Romacolo di Zogno, 1499,
- Sant'Antonio Abate chiesa di Zogno, 1503,
- Polittico di san Giovanni Battista chiesa di Santa Maria della Consolazione, di Almenno San Salvatore, 1504;
- Trittico santi Pietro Paolo e Luca Chiesa di San Cristoforo Seriate, 1509;
- Polittico Chiesa di Santa Maria della Consolazione Almenno San Salvatore, 1513,
- Resurrezione di san Martino Sovere, 1513;
- Angeli e musicanti Sovere, 1513;
- Santi Antonio e Gerolamo  Sovere, 1513;
- Pala di Ognissanti chiesa di Santa Maria Maggiore Bergamo, 1514;
- Stemmi imperiali spagnoli sul palazzo delle Provvisioni, per poi modificarli quando tornò la dominazione veneta, 1514;
- San Lorenzo tra i santi Giovanni Battista e Barnaba proveniente dalla Chiesa di Sant'Agata nel Carmine, firmato «ANTONIUS BOSELLUS / PINXIT: MDXVII» e conservato all'Accademia Carrara, 1517;
- Polittico della Vergine chiesa di Santa Margherita, da più parti indicato come opera di Andrea Previtali[12]
- Madonna col Bambino tra san Rocco e san Sebastiano, Luogo Pio Colleoni, 1529;